# Louis Bandy de Nalèche
Pour les articles homonymes, voir Bandy (homonymie).
Charles-Léonard-Louis Bandy de Nalèche, né le 28 juillet 1828 à Aubusson (Creuse) et mort le 15 février 1879 à Versailles, est un homme politique français.

## Biographie
Arrière-petit-fils de Léonard Bandy de Lachaud, petit-fils du général Gilbert Bandy de Nalèche, fils d'Auguste-François Bandy de Nalèche, sous-préfet d'Aubusson, et de Françoise Le Petit de La Forest, Louis Bandy de Nalèche, est l'un des membres d'une famille de la bourgeoisie creusoise. Après des études secondaires au lycée Henri-IV, licencié en droit, il achète l'une des soixante charges  d'avocat au Conseil d'État et à la Cour de cassation, fonctions qu'il occupe de 1858 à 1862. Il gagne un certain renom par ses travaux littéraires et historiques sur la Moldo-Valachie, Michel de L'Hospital et la Creuse. Il publie ainsi en 1859 Les Maçons de la Creuse, étude sur les maçons de la Creuse dans laquelle il indique les conséquences catastrophiques de cette émigration pour la Creuse, en analyse les causes et propose des solutions qui ne seront pas reprises.
Nommé maire du Monteil-au-Vicomte en 1852, à la mort de son grand-père, il n'est pas retenu comme candidat officiel du canton de Royère au conseil général de la Creuse en 1855 et perd face au candidat sortant.
Attaché aux idées libérales, il rallie la République lors de sa proclamation le 4 septembre 1870. En 1874, il est élu conseiller général du canton de Felletin après le décès de Pierre Ducher. Le 20 février 1876, candidat républicain dans l'arrondissement d'Aubusson, il est élu avec 6 580 voix sur 7 437 votants et 11 718 inscrits contre 640 à Joseph-Alfred Cornudet des Chaumettes. Siégeant sur les bancs de la gauche modérée, il vote l'amnistie partielle des communards le 19 mai 1876, le projet de loi sur la collation des grades le 3 juin suivant, la loi sur l'élection des maires, précédemment nommés par le préfet, le 12 juillet et l'ordre du jour Laussedat contre les menées ultramontaines le 4 mai 1877. L'un des 363 députés républicains opposés au coup de force présidentiel du 16 mai 1877, il est réélu le 14 octobre avec 5 393 voix contre 1 625 à son adversaire royaliste sur 7067 votants et 11 664 inscrits. À la Chambre, il vote contre l'éphémère gouvernement Gaétan de Rochebouët et apporte son soutien au gouvernement Jules Dufaure, avant de mourir à l'âge de 50 ans.
Il épouse le 7 octobre 1861 Berthe Lafond de Lurcy. Le couple a quatre enfants, dont deux fils : Étienne, qui dirige le Journal des débats, et François Louis, père naturel de la comédienne Françoise Rosay. Il reçoit du pape Pie IX le titre de comte en 1861.

## Mandats
- 20 février 1876 - 25 juin 1877 : député de la Creuse
- 14 octobre 1877 - 15 février 1879 : député de la Creuse

## Œuvres
- La Moldo-Valachie, Imprimerie de Walder, 1856, 16 pages.
- Poésies complètes du chancelier Michel de L'Hospital: première traduction annotée suivie d'une table analytique et précédée d'un Nouvel essai sur l'esprit de L'Hospital, par Louis Bandy de Nalèche, Hachette, 1857, 396 pages.
- Les Maçons de la Creuse, E. Dentu, 1859, 96 p. (lire en ligne)Réédité par les Éditions René Dessagne en 1984.

Réédité en 1996 par Chardon Bleu Editions.

## Source
- Adolphe Robert, Gaston Cougny, Dictionnaire des parlementaires français de 1789 à 1889, Edgar Bourloton, 1889, tome 1 (de Baillot à Bandy de Nalèche et de Bandy de Nalèche à Barbès), p. 150-151.